# Madonna col Bambino tra i santi Stefano, Girolamo e Maurizio

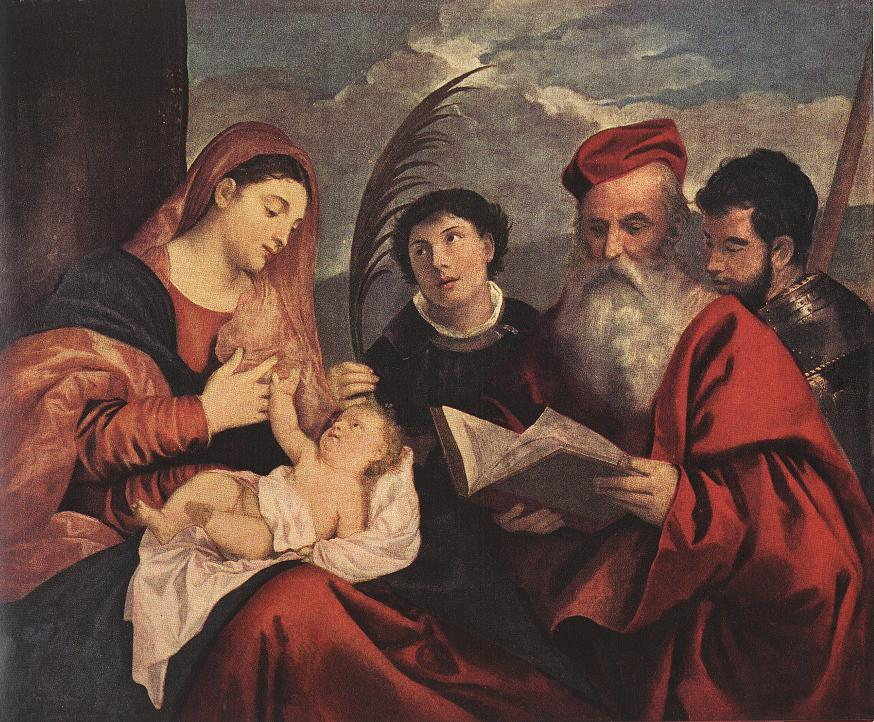
Madonna col Bambino e santi, Louvre

La Madonna col Bambino tra i santi Stefano, Girolamo e Maurizio è un dipinto a olio su tavola (92,5x138 cm) di Tiziano, databile al 1520 circa e conservato nel Kunsthistorisches Museum di Vienna.

## Storia e descrizione
Citata per la prima volta nel 1659 nelle raccolte dell'arciduca Leopoldo Guglielmo, è fin da allora ascritta a Tiziano, e tale attribuzione è stata poi confermata anche da Cavalcaselle, Ricketts, Fischel e Suida. Ne esiste un'altra versione nel Louvre, su tela e di dimensioni leggermente maggiori (108x132 cm), che secondo Adolfo Venturi, Phillips e Berenson ne sarebbe il prototipo; di parere opposto Heltzer (che assegnò la pala del Louvre a un seguace), Pallucchini. Tietze reputò entrambe ripetizioni di bottega di un originale perduto. Gronau ipotizzò che si trattasse del dipinto citato dal Ridolfi presso gli Aldobrandini a Roma.
Un restauro ha scoperto una qualità, sotto le ridipinture i ritocchi, che in alcune parti è ascrivibile all'intervento diretto del maestro.
La composizione ricalca uno schema diffuso da Giovanni Bellini, con la Madonna e i santi a mezza figura su un formato prevalentemente orizzontale, sebbene è originale la disposizione di Maria a sinistra, anziché al centro. La Vergine, evidenziata da una sorta di porta dietro di essa, gioca col Bambino, che le sta sulle ginocchia, immerso in un panneggio sovrabbondante. A destra si avvicinano i santi Stefano (con la dalmatica e la palma del martirio), Girolamo (anziano, vestito di rosso e col libro) e Maurizio, con l'armatura e la lancia.
Lo sfondo è un cielo solcato da nubi.